# Conure de Caroline
Conuropsis carolinensis
Genre
Espèce
Statut de conservation UICN

 EX  : Éteint
La Conure de Caroline ou Conure à tête jaune (Conuropsis carolinensis) est une espèce éteinte d'oiseaux appartenant à la famille des Psittacidae, originaire des États-Unis.

## Habitat et comportement

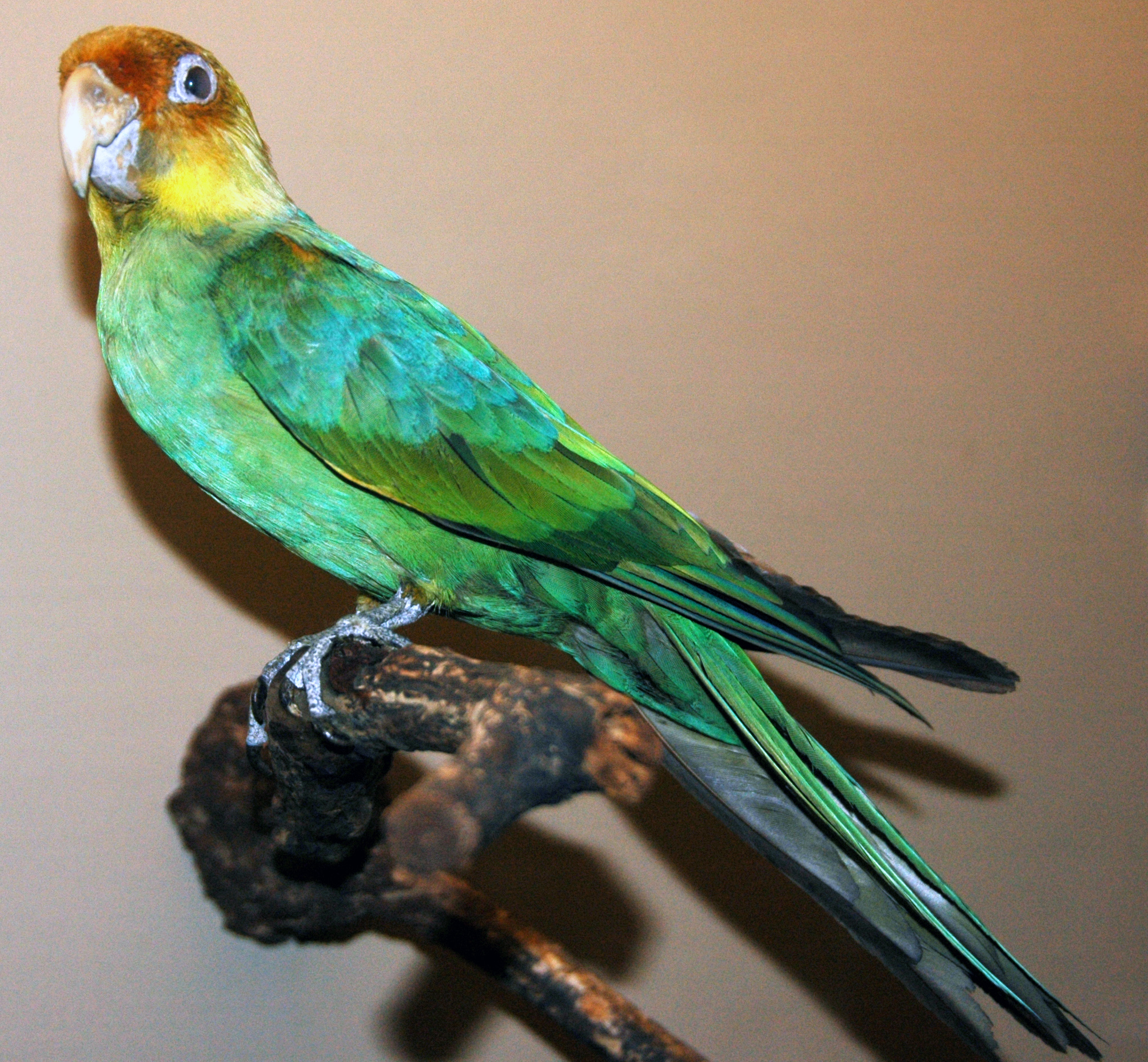
spécimen naturalisé

Un perroquet ayant la capacité de vivre aux États-Unis est en soi quelque chose de singulier, et il existe d’étonnantes observations de cette espèce volant au-dessus de champs couverts de neige. À l’époque de son abondance, l’espèce aimait les plaines boisées et montrait une préférence pour les terrains proches de l’eau. Elle vivait principalement dans les platanes, cyprès ou érables, et se perchait pour la nuit dans des moignons de branches creux à l’intérieur desquels les individus s’entassaient et s’agglutinaient. À l’aube, les oiseaux s’envolaient jusqu’aux branches supérieures des arbres et ensuite restaient tranquilles la plus grande partie de la journée. La fin de l’après-midi et le début de soirée voyaient de fortes poussées d’activité. Quand les oiseaux décidaient de se nourrir, ils s’envolaient rapidement vers les sites d’alimentation choisis et arrivaient dans un flamboiement de couleurs.

## Reproduction
En ce qui concerne la nidification, les descriptions divergent. Quelques observations font état de plusieurs conures pondant leurs œufs en commun dans des troncs d’arbres, alors que d’autres indiquent que les nids fragiles, composés de brindilles, étaient placés à la fourche des branches.
On sait peu de choses des habitudes de nidification de ces conures. Elles avaient la réputation d’être des parents peu attentifs et le taux d’échec était assez élevé.

## Historique de sa disparition
Tout comme son compatriote le pigeon migrateur, la Conure de Caroline passa en l’espace d’un siècle d’effectifs abondants à quelques individus, pour finalement s'éteindre. Cette espèce fut un temps considérée comme nuisible, avec ses mœurs alimentaires grégaires, qui s’exerçaient à travers le Sud et l’Est des États-Unis. Elle ruinait les vergers, pillait les champs de maïs, détruisait les récoltes de grains, et provoqua ainsi la colère de l’homme. Il semble que l’espèce était peu habile à se défendre. Quand des individus étaient tirés, leurs compagnons volaient en criant au-dessus des morts et des blessés et finalement se posaient parmi leurs camarades abattus, devenant ainsi des cibles faciles.
Durant la plus grande partie du XIXe siècle, la Conure de Caroline fut un oiseau particulièrement commun. Même jusque dans les années 1880 on pouvait la trouver en abondance. Malgré tout, quelques années après, l’espèce ne pouvait plus guère être rencontrée dans la nature.
Comme le siècle touchait à sa fin, quelques individus survivaient encore en captivité, plus particulièrement un groupe dans ce même zoo de Cincinnati qui accueillit le dernier pigeon migrateur. Les toutes dernières Conures de Caroline furent un couple nommé Lady Jane et Incas ; en 1917, ces deux oiseaux étaient compagnons de cage depuis quelque 32 ans. C’est alors que Lady Jane mourut, laissant Incas comme unique représentant de l’espèce. Il survécut, seul, pour quelques mois, jusqu’au 21 février 1918, quand il mourut dans sa cage, entouré de ses gardiens. Ceux-ci étaient unanimes : leur oiseau était mort de chagrin. Son corps fut congelé et envoyé pour conservation au Smithsonian Institution à Washington, mais, curieusement, il n’y arriva jamais ou, s’il arriva, il fut dérobé. 
Il y a plusieurs prétendues observations datant des années 1920 et 1930 supposées se rapporter à des Conures de Caroline survivant encore à l’état sauvage, mais elles sont probablement fausses.
Il y a peu de doutes que l’homme et ses effets sur l’environnement furent responsables de la disparition de cet oiseau, mais les facteurs qui l’ont directement provoquée restent quelque peu mystérieux. En l’espace de 90 ans environ, l’aire de répartition de la conure se réduisit graduellement d’est en ouest, en direction du Mississippi, et les dates des dernières observations dans les différentes régions coïncident avec l’extension de la colonisation par les Blancs et la destruction des forêts.
La persécution permanente et la destruction de l’habitat sont largement admis comme ayant été les causes directes de l’éradication de ces perroquets. Cependant, il est trop facile de dire que ces oiseaux étaient de tels destructeurs de fruits et de céréales qu’ils furent impitoyablement exterminés. Il existait probablement des causes plus subtiles, et il est possible que l’espèce connaissait déjà un déclin naturel, mais l’importance de la persécution en tant qu’influence secondaire ne doit pas être sous évaluée. Le déclin de ces oiseaux était déjà perceptible en 1831, quand John James Audubon écrivait : « Les effectifs de nos perroquets sont en train de diminuer très rapidement ; et dans certains districts où ils étaient abondants il y a  25 ans, on ne peut presque plus en voir… Il semblerait que le long du Mississippi il n’en reste plus que la moitié de ceux qui existaient il y a 15 ans. »
Quand il fut évident qu’ils étaient devenus extrêmement rares et que la Floride s’avéra être leur dernier refuge, les collectionneurs et les chasseurs dénichèrent avidement les derniers groupes ; comme c’est souvent le cas quand une chose se raréfie, la demande augmente fortement et la course finale vers l’extinction s’accélère.

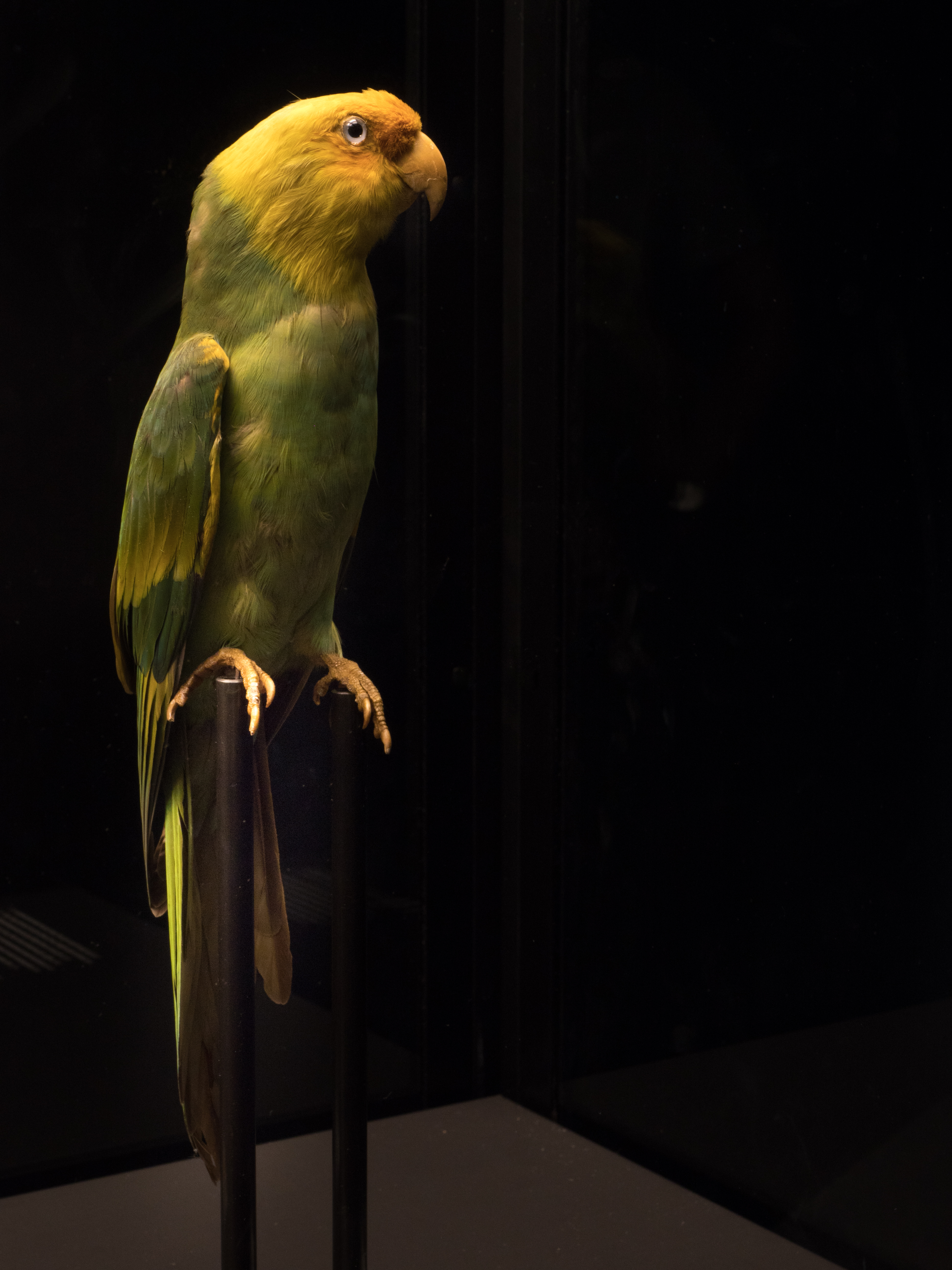
Perruche de la Caroline - collection d'animaux disparus, Musée de zoologie de Lausanne

Quelle fut l’importance de la persécution comme cause de l’extinction ? Était-elle si intense et si généralisée que le taux de mortalité dépassait celui des naissances dans l’ensemble de l’aire de répartition ? Ces questions ne peuvent pas être résolues sur base des données dont nous disposons, mais il est certain que les oiseaux étaient pris pour cible et qu’à cause de leurs mœurs grégaires il était possible d’en détruire de grandes quantités avec peu d’efforts. Un récit d’Audubon dramatise peut-être un peu, mais il nous donne une image de ce qui se passait vers 1830 :
« Le perroquet consomme ou détruit presque toutes les sortes de fruits sans distinction, et de ce fait il est toujours un visiteur indésirable pour le planteur, le fermier ou le jardinier. Les meules de blé dressées dans les champs sont prises d’assaut par des bandes de ces oiseaux, qui généralement les recouvrent si totalement qu’elles donnent l’impression d’avoir été couvertes d’un tapis aux couleurs chatoyantes. Ils s’accrochent tout autour de la meule, en extraient les épis et détruisent deux fois plus de grains qu’il serait nécessaire pour les rassasier. Ils s’attaquent aux poiriers et aux pommiers alors que les fruits sont encore petits et loin d’être mûrs, et cela rien que pour les pépins. Comme pour les meules de blé, ils s’abattent en grands nombres sur les pommiers de nos vergers et les poiriers de nos jardins, et comme si ce n’était que pour nuire, cueillent les fruits, les ouvrent jusqu’au centre et, désappointés à la vue des pépins qui sont encore tendres et d’aspect laiteux, laissent tomber la pomme ou la poire et en prennent une autre, passant de branche en branche jusqu’à ce que les arbres, qui au départ étaient si prometteurs, soient complètement dénudés. Ils s’attaquent aux mûres, noix de pécan, raisins et même baies de cornouillers, avant leur maturité, et font partout les mêmes dégâts.
N’imaginez pas que tous ces méfaits soient commis sans de sévères représailles de la part des planteurs. Les perroquets sont détruits en grandes quantités : pendant qu’ils sont occupés à cueillir les fruits où à extraire les épis hors des meules, l’exploitant les approche à son aise et fait un carnage. Tous les survivants s’envolent avec des cris stridents, volent alentour pendant quelques minutes et reviennent se poser à la même dangereuse place. Le fusil claque à nouveau, 8 ou 10, voire 20, sont tués à chaque décharge. Les oiseaux qui vivent encore s’enfuient en criant toujours aussi fort, mais retournent encore sur la meule pour y être tirés, jusqu’à ce qu’il en reste si peu que le fermier considère que ça ne vaut plus la peine d’user davantage de munitions. J’en ai vu plusieurs centaines détruits de cette façon en l’espace de quelques heures, et me suis procuré un plein panier de ces oiseaux dans le but de sélectionner de beaux spécimens pour les dessiner. »
À l’époque de leur abondance, on en voyait de grandes bandes comprenant parfois 200 ou 300 oiseaux, mais quand ils devinrent rares la taille des vols diminua et en fin de compte on ne vit plus que des petits groupes, des couples et à l’occasion des individus solitaires. Leurs biotopes favoris étaient les vallées fluviales aux forêts denses, les forêts-galeries et les marécages à cyprès, mais ils partaient loin à la recherche de nourriture. Ils arrivaient dans le Sud de la Louisiane fin avril, quand les mûres noires étaient à maturité. Leur régime se composait de graines, de fruits, de noix, de boutons et probablement de bourgeons. Ils ingéraient du sable et du gravier pour faciliter la digestion.